# 東武バスウエスト大宮営業事務所

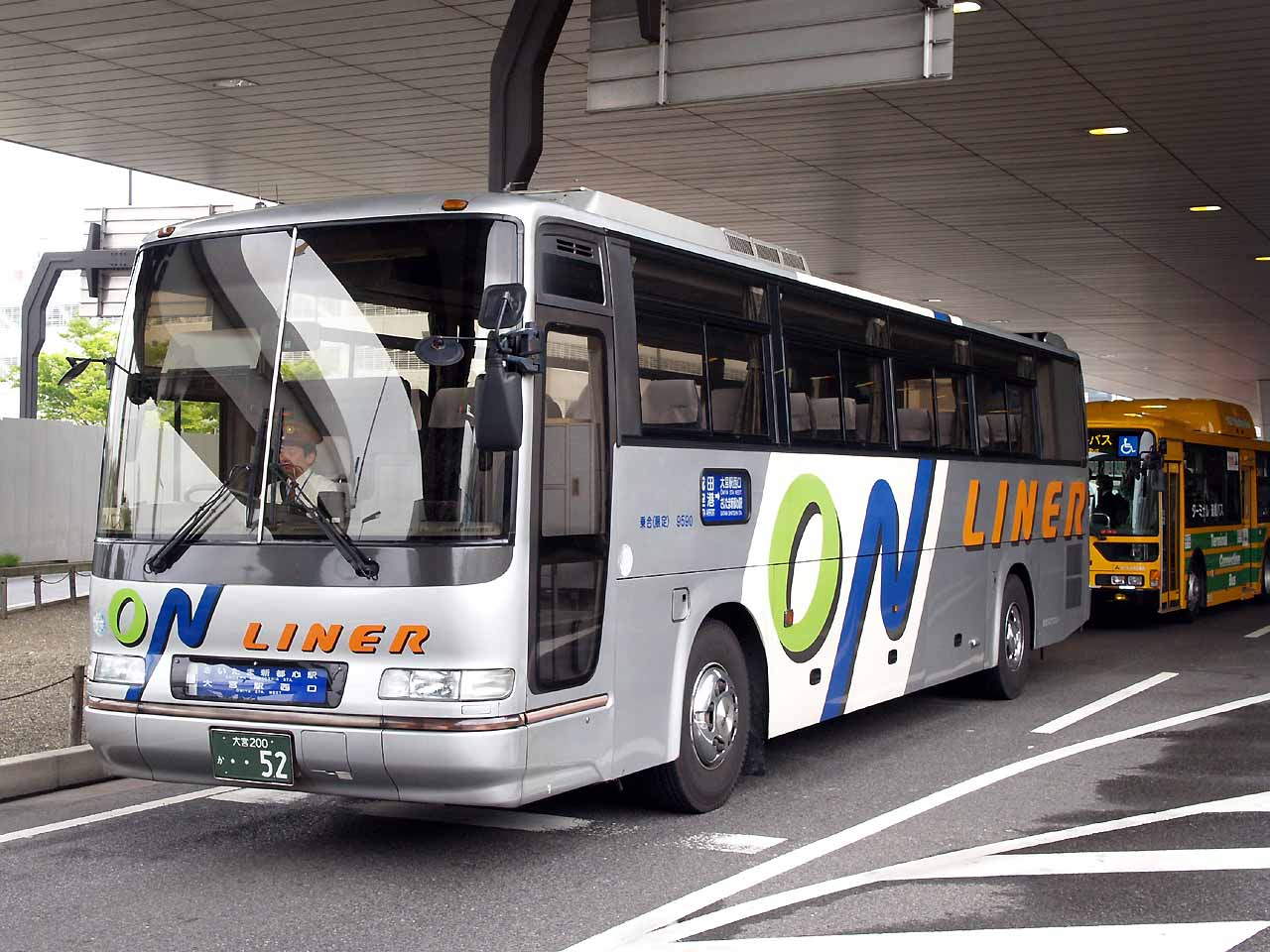
大宮担当の「ONライナー」(9590)

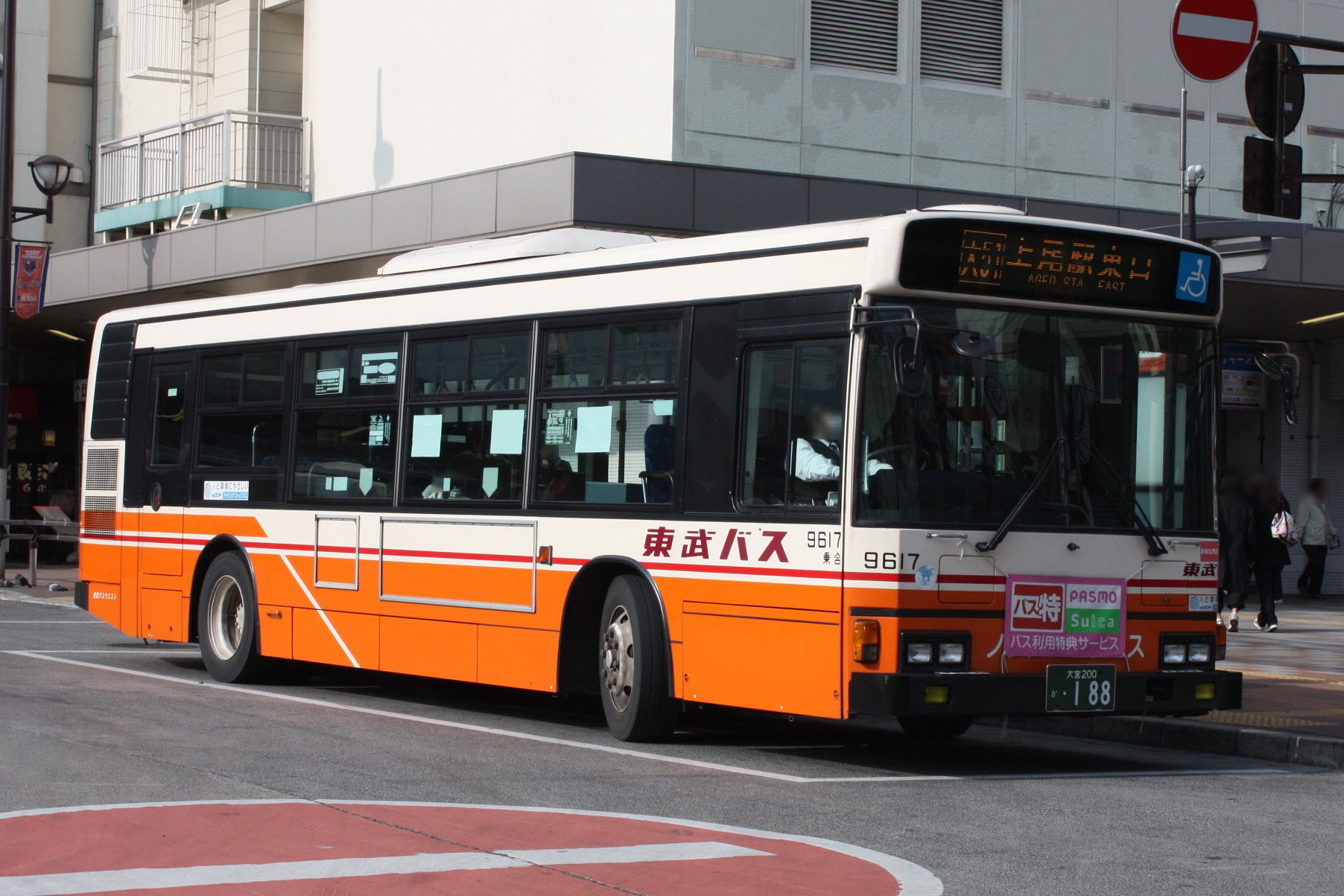
大宮の路線車両(9617)、現在は除籍済み

東武バスウエスト大宮営業事務所（とうぶバスウエストおおみやえいぎょうじむしょ）は、埼玉県さいたま市北区吉野町に位置する東武バスウエストの営業所。所属車両のナンバーは大宮ナンバー。
岩槻営業所・上尾営業所の2営業所を傘下に持ち、営業事務所全体として、JR京浜東北線・宇都宮線・高崎線・東武野田線（東武アーバンパークライン）・沿線地域を所管する。
天沼営業所（2022年4月1日付で岩槻営業所に統合し閉所）も当営業事務所の傘下であったが、再編により存続路線は岩槻営業所に移管した。
営業所最寄りの停留所は住所にちなみ「吉野町車庫」となっている。

## 沿革
- 2002年4月 - 東武バスの組織変更に伴い、東武バスウエスト大宮営業事務所となる。天沼出張所・岩槻出張所を営業所化。
- 2008年2月9日 - PASMO導入。
- 2018年4月16日 - 公共車両優先システム（PTPS）を導入[3]
- 2018年6月25日 - 西大02：西大宮駅 - 運輸支局前 - わくわくランド線運行開始[4]
- 2019年8月5日 - 大61・大68・大69系統の「職業安定所入口」停留所を「ハローワーク大宮入口」停留所に名称変更。

## 現行一般路線

### 大宮駅東口 - 上尾駅東口方面
- 大51：大宮駅東口 - 北大宮駅入口[5] - 赤芝[6][注釈 1] - 北区役所 - 宮原駅入口 - 宮原四丁目 - 上尾運動公園 - 上尾駅東口（深夜バスあり）
- 大53：大宮駅東口 - 北大宮駅入口 - 赤芝 - 北区役所 - 宮原駅入口 - 宮原四丁目 - 吉野町車庫（平日のみ）
- 尾52：上尾駅東口 - 上尾運動公園 - 吉野町車庫

大宮駅東口から上尾駅東口まで旧中山道（埼玉県道164号鴻巣桶川さいたま線）沿いを通る、当営業所の主要路線。始発は5時10分台（上尾発）、終車は25時台（大宮発）と運行時間帯が長く、日中でも10分間隔で運行されており、往復ともに深夜バスも運行している。かつては上尾駅を超えて上尾車庫までも運行していたが、2008年（平成20年）4月1日をもって廃止となった。

### 大宮駅東口 - 天沼循環
- 大43：大宮駅東口 → 大宮区役所 → 庚申前 → 天沼中央通り → 氷川参道 → 大宮駅東口（天沼循環）

大宮駅東口と天沼地域を結ぶ循環線である。現在は全ての便が反時計回りでの運行している。大宮駅東口から吉敷三丁目までの間はかつては旧中山道を通るルートで運行されていたが、大宮区役所経由に変更されている。

平日日中は毎時3本程度、土休日日中は毎時2 - 3本の運行である。(2025年7月現在）
2021年5月24日改正で土曜ダイヤと日曜・祝日ダイヤを分離したものの、2022年11日26日ダイヤ改正により再統合された。　　
天沼営業所閉所以前より大宮営業事務所単独で運行している。

### 大宮駅東口 - 寿能住宅 - 第二住宅入口 - 吉野町車庫方面
- 大47：大宮駅東口 - 堀の内 - 寿能住宅 - 苗木 - 第二住宅入口 - 工業団地四ツ角 - 吉野町車庫

大宮駅から産業道路を通り、吉野町車庫を結ぶ路線である。2008年（平成20年）4月1日の改正により、運行本数は激減し、平日3本、土曜・休日2本となった。(※今年4月のダイヤ改正で平日のみ本数が増えている。)

### 大宮駅東口 - 植竹 - 本郷住宅 - 宮原駅東口方面
- 大42：大宮駅東口 - 北大宮駅入口 - 赤芝 - 盆栽踏切 - 植竹 - 本郷住宅 - 東宮原駅 - 宮原駅東口

大宮駅 - 赤芝間は大51・53と重複する。赤芝より旧中山道から分岐し、旧中山道と産業道路の中間にある市道で植竹・前原地区を経由し宮原駅に至る。

### 大宮駅西口 - 三進自動車 - シティハイツ三橋方面
- 大61：大宮駅西口 - 稲荷前 - 櫛引 - 日進公園 - 三進自動車 - シティハイツ三橋
- 大61：大宮駅西口 - 稲荷前 - 櫛引 - 日進公園 - 三進自動車
- 大68：大宮駅西口 - 稲荷前 - 櫛引中央 - 三橋総合公園
- 大69：大宮駅西口 - 稲荷前 - 櫛引 - 自衛隊前 - 三進自動車 - シティハイツ三橋

主力は大61で朝ラッシュ時は4分に1本程度、日中でも毎時5本程度の運行である。
三進自動車止まりは、朝日カーメンテナンス大宮三進工場の敷地に隣接している車庫への出入庫運行も多い。
大69は大宮駅とシティハイツ三橋を最短距離で結ぶ系統で、日進公園を経由しないことで大61と乗客を分離させ、混雑を緩和させる目的で運行される。日中は毎時1本程度だが、朝ラッシュ時は本数が多くなっている。
大68は、櫛引中央から三橋総合公園へ向かう路線。平日日中はほとんど運行されず、土休日ダイヤの方が本数が多かったが、2017年4月24日のダイヤ改正で増便され平日も毎時1本程度運行されるようになった。

### 東大宮駅 - 尾山台団地・原市団地循環線
- 東大12：東大宮駅 → 新堀 → 尾山台小学校 → 原市団地北口 → 診療所 → 尾山台小学校 → 新堀 → 東大宮駅（原市団地循環）
- 東大12：東大宮駅 → 新堀 → 尾山台小学校 → 原市団地北口 → 原市団地中学校入口（深夜バスを運行）
- 東大11：東大宮駅 → 新堀 → 尾山台団地 → 尾山台小学校 → 新堀 → 東大宮駅（尾山台団地循環）

東大12は、朝ラッシュ時は6分に1本程度運行され、日中でも毎時3本程度運行される。原市団地と尾山台団地と通る。東大11は、尾山台団地の中を循環する系統だが、朝日自動車と競合する区間でもあり、本数は朝夕数本のみである。

### 宮原駅東口発着路線
- 宮05：宮原駅東口 - 宮原四丁目 - 吉野町車庫
- 宮06：宮原駅東口 - 宮原四丁目 - 工業団地東 - 緑地公園 - 宮原四丁目 - 宮原駅東口（工業団地循環・平日のみ）

宮原駅から吉野原工業団地方面を結ぶ路線である。宮06の工業団地循環は平日朝夕のみの運行で、朝は工業団地東先回り（3本）、夕方は緑地公園先回り（2本）で運行する。宮05は入出庫系統であり、本数は少ない。

### 宮原駅西口 - 別所団地循環
- 宮03：宮原駅西口 → 北高入口 → 奈良町北 → しらかば通り → 別所団地 → 西奈良町 → 北高入口 → 宮原駅西口（別所団地循環）
- 宮03：宮原駅西口 → 北高入口 → 奈良町北 → しらかば通り → 別所団地 → 西奈良町（入庫）
- 宮03：しらかば通り → 別所団地 → 西奈良町 → 北高入口 → 宮原駅西口（出庫）

宮原駅西口から新大宮バイパスを越えて別所団地や奈良団地、さいたま市立大宮北高等学校周辺へ向かう循環路線。奈良中央から先の循環部分を左回りで運行する。

### 宮原駅西口 - 内野本郷 - 西大宮駅方面
- 宮09：宮原駅西口 - 内野本郷 - 西大宮駅

### 西大宮駅 - 高木方面
- 西大02：西大宮駅 - 高木中央 - 運輸支局前 - わくわくランド
  - 2018年6月25日 - 運行開始。

### 大宮駅東口 - 宮下・岩槻駅方面
- 大50：大宮駅東口 - 堀の内 - 導守 - タムロン前 - 半縄橋（大宮東警察署前） - 宮ヶ谷塔 - 大橋 - 加倉 - 岩槻駅
- 大50：大宮駅東口 - 堀の内 - 導守 - タムロン前 - 半縄橋（大宮東警察署前） - 宮ヶ谷塔 - 東宮下 - 宮下

2022年4月1日付で、岩槻営業所から当営業所に移管された路線である。
- 大50：大宮駅東口 → 堀の内 → 導守 → タムロン前 → 半縄橋（大宮東警察署前） → 宮ヶ谷塔

2022年4月1付で、当営業所へ移管する際に新設された出入庫路線である。
大宮駅東口から、埼玉県道214号新方須賀さいたま線、埼玉県道35号川口上尾線（産業道路）を経て、堀の内交差点から埼玉県道2号さいたま春日部線に入り、東武野田線（東武アーバンパークライン）と平行しながら岩槻駅まで運行する路線である。かつては大宮駅から越谷駅・春日部駅までを結ぶ長距離路線であったが、徐々に短縮され、現在の岩槻駅までの路線に落ち着く。
この路線に加え、途中の「宮ヶ谷塔」停留所先の宮ヶ谷塔（西）交差点を右折して北浦和駅方向に進路を変え、埼玉県道65号さいたま幸手線を「宮下」まで運行する路線が2000年（平成12年）4月に新設された。基本的に宮下発着便が運行されており、一部時間帯に岩槻駅まで運行される。
この他に大宮営業事務所管轄で全区間にわたって岩槻発着便と並行する ミッドナイトアロー岩槻・春日部（大宮駅東口 → 岩槻駅 → 春日部駅西口）並びに折り返し運用の ミッドナイトアロー岩槻 （春日部駅西口 → 岩槻駅）が運行されていた。2020年の新型コロナウイルス感染症による対応として、両系統は運休期間を経て同年10月26日付で廃止された。更に2021年3月13日のダイヤ改正では当営業所管轄の大50：大宮駅東口 → 岩槻駅間の深夜バスを廃止、当路線は深夜バス運行路線では無くなった。
1970年（昭和45年）頃までは、岩槻駅から大宮駅へ向かうバスは、堀の内交差点で左折せずそのままさいたま春日部線（旧国道16号）を直進し、氷川神社入口交差点を左折して氷川参道を通って大宮駅東口へ向かっていた。ただし、大宮駅東口には入らずに中央デパート（現・大宮門街）向かいの「大宮東口駅前通り」で終着だった。ここで岩槻駅行きとして出発し、すぐに駅前の大宮駅東口入口交差点で旧中山道に入り、さらに一番街交差点で右折して国道16号に入って氷川神社入口交差点に戻るというラケットの形のようなルートであった。
1972年（昭和47年）1月20日に大栄橋へ直通する国道16号の新道の開通によって、旧道は氷川神社→旧中山道方向の一方通行となり、運行ルートが逆転して「大宮駅東口駅前通り」停留所は中央デパート前に移された。
1975年（昭和50年）頃に岩槻駅行きの運行ルートが産業道路経由に変わり、氷川参道を通らない形となった。これにより岩槻駅から大宮駅へ向かうバスは、氷川神社入口交差点先の一方通行となった国道16号の旧道に入り、「銀座ワシントン靴店前」停留所前の一番街交差点で左折して旧中山道に入り、さらに駅前の大宮駅東口交差点で左折して中央デパート前の「大宮東口駅前通り」で終着だった。ここで岩槻駅行きとして出発し、東町交差点を左折し堀の内交差点へ向かうルートだったが、市道に降格した一方通行の狭い道路を通っており、使用する車両が大型化すると、この通りの商店街から「危険だ」という苦情の声が頻繁に上がっていたほか、渋滞の激しい旧中山道を通るために定時運行が困難になり、ほとんどの乗客が降車専用となった「銀座ワシントン靴店前」から徒歩で大宮駅へ向かう事を余儀なくされており、終着の「大宮東口駅前通り」までの乗客はまれにいる程度だった。
これらの理由から、この道路のコミュニティ道路化を期に、1991年（平成3年）10月に上下線を産業道路経由にルートを統一すると同時に「大宮駅東口」発着とし、「大宮東口駅前通り」は途中停留所となった。
また、大宮駅東口発着に変更された当初は2番のりばから発着していたが、その後運行本数等を勘案し、現在の8番のりば発着に変更された。
さらに、1980年（昭和55年）頃までは同系統の枝番的系統となる大68系統（初代）として「堀崎火の見下」行きの路線が存在した。大宮駅から「大和田前原」停留所まで大50系統と同一ルートで運行し、停留所先の大和田駅入口交差点を左折。埼玉県道398号大和田停車場線を北上して、東武野田線（東武アーバンパークライン）の大和田駅へ向かい、線路を越えた駅前の十字路で右折して「堀崎町」（現在の見沼区役所、大宮武道館、大宮東図書館近辺）を経て、「堀崎火の見下」（現在の見沼区役所（北）交差点付近）で終着となっていた。
なお、現在このルートの一部を、国際興業バス（東大03系統：東大宮駅 - 大和田駅）およびさいたま市見沼区コミュニティバスが運行している。
2022年（令和4年）4月1日 - 旧天沼営業所を岩槻営業所に統合した際、天沼営業所の存続路線（浦31等）を岩槻営業所、本路線は岩槻営業所から当営業所に移管し、同時に出入庫路線として大宮駅東口 → 宮ヶ谷塔止まりを新設した。更に同年11月26日に岩槻駅行きを大幅に削減し、平日は大宮駅東口発1便・岩槻駅発2便の1.5往復となり、土休日は運行を終了した。

## 現行高速路線

### 羽田空港線
- 桶川駅西口 - 上尾駅西口 - 羽田空港
  - 2016年（平成28年）7月13日 - 運行開始。

京浜急行バス京浜島営業所と共同運行。

## 廃止・移管路線
- 大45（初代）：大宮駅東口 - 寿能住宅 - 第二住宅入口
- 大46：大宮駅東口 - 寿能住宅 - 第二住宅入口 - 工業団地東
- 大67：大宮駅東口 - 赤芝 - 宮原駅入口 - 別所団地
- 大72：大宮駅東口 - 導守 - 東大宮駅 - 原市団地北口
- 浦33（初代）：浦和県庁 - 北浦和駅 - 与野駅前 - 片倉（現:さいたま新都心駅）- 大宮駅東口 - 宮原四丁目 - 上尾駅東口 - 上尾車庫
- 浦33（初代）：浦和駅 - 与野駅 - 片倉 - 大宮駅東口 - 宮原四丁目 - 上尾駅東口 - 上尾車庫
- 浦33（2代）：浦和県庁 - 与野駅 - さいたま新都心駅 - 大宮駅東口
- 浦33（2代）：浦和駅 - 与野駅 - さいたま新都心駅 - 大宮駅東口
- さ33：大宮駅東口 - さいたま新都心駅東口
- 大45（2代）：大宮駅東口 → 北大宮駅入口 → 赤芝 → 盆栽踏切 → 植竹 → 本郷住宅 → 苗木 → 東大宮駅 → 尾山台小学校 → 原市団地中学校入口（深夜バス）
- 大66：大宮駅東口 - 赤芝 - 櫛引 - 日進公園 - 三進自動車
- 大66：大宮駅西口 - 櫛引 - 大成駅前 - 富士写真入口
- 大66：大宮駅西口 - 櫛引 - 大成駅前 - 宮原駅東口
- 大66：大宮駅西口 - 櫛引 - 大成駅前 - 土呂駅西口
- 大51：大宮駅東口 - 上尾駅東口 - 上尾車庫
- 宮02：宮原駅西口 - 内野本郷 - 清河寺 - 花の丘（土日祝祭日のみ）
- 宮07：宮原駅西口 - 内野本郷 - 埼玉栄高校 - 宝来 - 指扇駅（埼玉栄高校開校日のみ）
- 宮07：宮原駅西口 - 内野本郷 - 埼玉栄高校入口 - 宝来 - 指扇駅（埼玉栄高校休校日のみ）
- 宮07：宮原駅西口 - 内野本郷 - 埼玉栄高校（埼玉栄高校開校日のみ）
- 扇07：指扇駅 - 宝来 - 埼玉栄高校（埼玉栄高校開校日のみ）
- 宮41：宮原駅東口 → 東宮原駅 → ステラタウン → 北区役所 → 宮原駅東口（ステラタウン循環、土日祝祭日のみ）
- 西大01：西大宮駅 - 宝来 - 指扇駅北口（土日祝祭日のみ）
- 浦44：北浦和駅 - 領家交番 - 上木崎 - 大宮警察[12] - さいたま新都心駅東口 - 天沼車庫 - 大宮駅東口
- 大44：大宮駅東口 - 天沼車庫（2022年3月31日に、天沼車庫の廃止および、乗客激減に伴い運行終了）
- ミッドナイトアロー大宮・川越：大宮駅西口 → 本川越駅 → 川越駅東口
- ミッドナイトアロー川越：池袋駅西口 → 本川越駅 → 川越駅東口 → 神明町車庫
- ミッドナイトアロー岩槻・春日部：大宮駅東口 → 岩槻駅 → 東岩槻駅入口 → 豊春駅入口 → 八木崎駅入口 → 春日部駅西口
- ミッドナイトアロー岩槻：春日部駅西口 → 八木崎駅入口 → 東岩槻駅入口 → 岩槻駅
- ミッドナイトアロー伊奈・内宿：大宮駅東口 → 北大宮駅入口 → 東宮原駅前 → 今羽駅前 → 吉野原駅前 → 原市駅前 → 沼南駅前 → 丸山駅前 → 志久駅前 → 伊奈中央駅 → 羽貫駅 → 内宿駅

### 2023年2月27日廃止
- 宮01：宮原駅東口 → 宮原四丁目 → 工業団地東 → 原市団地北口 → 瓦葺入口 → 工業団地東 → 宮原四丁目 → 宮原駅東口（原市団地循環・平日のみ）
- 宮04：宮原駅東口 - 東宮原駅前 - 工業団地南 - 原市陸橋 - 県営砂団地 - 東大宮駅（平日のみ）

この路線群はかつては宮原駅と原市地域を結ぶ重要な路線であったが、ニューシャトルの開業で大きく客数を減らし、本数も減少傾向にあった。宮04（宮原駅東口 - 東大宮駅）は路線の大部分は朝日自動車菖蒲営業所の上尾駅 - 東大宮駅線と重複しており、末期は平日朝1往復のみの運行だった。宮01の原市団地循環も平日朝1本のみの運行。宮01（原市団地循環）および宮04（宮原駅東口〜原市陸橋〜東大宮駅）が系統廃止となる。
いずれも平日のみの運行であったため、最終運行日は2023年2月24日となった。

## 車両
日野自動車の車両が大半を占めるが、2002年頃から再びいすゞ車が投入されるようになった。ちなみにONライナー専用車（日野ブルーリボンRU - セレガ）は、専用のカラーリングを施されていたが2008年に全廃、2代目セレガからは東武グループ観光・高速バス共通デザインを採用する。なお、ONライナー向けのセレガでは行き先表示の書体に草書体を採用する。2016年1月下旬より新型ブルーリボンを導入し、初期型エルガ（2600番台）を淘汰している。